# Lebeckia humilis
Lebeckia humilis är en ärtväxtart som beskrevs av Carl Peter Thunberg. Lebeckia humilis ingår i släktet Lebeckia och familjen ärtväxter. Inga underarter finns listade i Catalogue of Life.